# Ienăchiță Văcărescu
Ienăchiță Văcărescu (1740-1797) est un poète de la renaissance culturelle roumaine, auteur d'un ouvrage de grammaire roumaine. 
Ienăchiță Văcărescu était boyard de Valachie et membre de la famille des Vacaresco. Polyglotte, il savait parler le grec ancien et moderne, le vieux slave, l'arabe, le persan, le français, l'allemand, l'italien et le turc ottoman. 
Il écrivit l'un des premiers ouvrages de grammaire roumaine en 1787, une édition qui comportait également une section consacrée à l'étude de la prosodie. Il intitula son œuvre Observații sau băgări de seamă asupra regulilor și orânduielilor gramaticii românești (« Remarques sur les règles et les dispositions de la grammaire roumaine »). Il a également travaillé sur une œuvre traitant de la grammaire grecque, intitulée Gramatica greacă completă.
Ienăchiță Văcărescu est le père du poète Alecu Văcărescu (1769-1798) et le grand-père du poète Iancu (1792-1863) et de la poétesse Marițica Bibescu.